# Иван Георгов
Иван Андреев Георгов е български учен философ-идеалист, педагог, академик на Българската академия на науките, председател и член-учредител на Македонския научен институт.

## Биография
Иван Георгов е роден на 7 януари 1862 г. в будния български град Велес, тогава в Османската империя, днес в границите на Северна Македония. Син е на видния велешки общественик Андрей Георгов и брат на Илия Георгов и Георги Георгов. През 1878 г. завършва Гражданското училище, а през 1881 г. Учителската семинария във Виена. Установява се в Свободна България и от 1882 г. е подначалник на учебния съвет към просветното министерство. Участва като доброволец в Сръбско-българската война. Завършва философия и висша педагогика в Женевския университет в 1886 година и в Йенския университет в 1888 година. През 1889 г. защитава докторат по философия и педагогика в Лайпциг. След завръщането си в България преподава философия, етика и логика във Висшия педагогически курс, днешния Софийски университет. От 1888 до 1934 г. е неизменен шеф на катедрата по история на философията, на два пъти е декан на Историко-филологическия факултет (1900-1901 и 1908-1909) и пет пъти (1891-1892, 1898-1899, 1905-1906, 1916-1917, 1918-1919) ректор на университета. От 1902 г. е действителен член, а от 1928 до 1936 г. председателства историко-филологическия клон на БАН. От 1910 г. е действителен член на института „Жан Жорес“ в Женева.
През 1898 година е делегат от Софийското македонско дружество на Петия македонски конгрес на Македонската организация. Делегат е от Ловешкото македонско дружество и на Шестия конгрес от 1 до 5 май 1899 година, но си дава отвод.
Георгов развива активна дейност и в полза на каузата на останалите под чужда власт македонски българи. По време на Илинденско-Преображенското въстание Георгов заедно с Любомир Милетич предприема обиколка из европейските столици в опит да се осведоми европейската общественост за положението на българското население в Македония и Одринско. В 1904 година участва в конференция на Балканския комитет в Лондон, посветена на положението на българите в Османската империя след въстанието. В 1905 година той става пръв председател на Благодетелния съюз. Георгов сътрудничи на идейния орган на ВМОРО „Македонски преглед“ и на вестник „Вардар“. Критикува асимилаторската политика на младотурския режим. По време на Балканската война се установява в Солун и редактира вестниците „Беломорец“ и „Българин“.
След злощастния за България край на Междусъюзническата война в 1913 година Централният комитет на ВМОРО упълномощава проф. Александър Балабанов, проф. Иван Георгов и Тодор Павлов да посетят европейските столици, за да могат да запознаят властите и общественото мнение с положението на българското население под сръбска и гръцка власт и да пропагандират идеята за даване на автономия на Македония. Тримата посещават Санкт Петербург, Виена, Берлин и Лондон, свързват се с местни политически кръгове и посещението на делегацията е отразено в печата. Във Виена е организиран митинг на 22 август, ръководен от Леополд Мондъл, на който се приема резолюция, апелираща към Великите сили да се застъпят за премахване на Букурещката неправда. Делегацията е приета от външния министър граф Леополд Берхтолд, който им обещава, че австро-унгарското правителство ще съдейства за ревизия на Букурещкия договор. Френският пълномощен министър в София Панфю обаче им заявява: „Автономията беше възможна веднага след Люлебургаския бой. Сега чия войска ще изгони Сърбия и Гърция от Македония“.
Заедно с Любомир Милетич, Александър Балабанов, Димитър Точков и Петър Кушев през 1915 г. обикалят европейските столици, където сондират мненията по въпроса за разрешаването на Македонския въпрос. До края на Първата световна война остават ангажирани с пропагандиране на българската гледна точка.
След края на Първата световна война участва активно в протестното движение срещу Ньойския договор. Автор е на много студии и статии по Македонския въпрос, в които доказва връзката на областта с българщината. Основен автор е на вестник „Насион“, издаван преди мирната конференция.
През 1923 г. Георгов е съосновател и пръв председател до смъртта си на Македонския научен институт в София и активен сътрудник на списанието му „Македонски преглед“.

## Памет
На Иван Георгов е наречена е улица в квартал „Военна рампа“ в София (Карта).

## Трудове
- Георговъ, Иванъ. Днешното положение в Македония подъ сръбска и гръцка власть и Обществото на народитѣ.   София, Македонска библиотека №3, Издава Македонскиятъ Наученъ Институтъ, Печатница П. Глушковъ, 1925.
- Георгов, Иван. Значение на детската лингвистика. - Годишник на Софийския университет. Историко-филологически факултет. София, 1912, 1-88.
- Георгов, Иван. История на философията. Том 1. Древна философия. Том 4. Нова философия до Канта. Част 1. Нова философия до Хобса. 1925-1936.
- Георгов, Иван. Какво да правим? - в. „Вардар“, год. I, бр. 10, 13.ХІІ.1911 г.
- Георгов, Иван. Македонският въпрос чака своето разрешение - в. „Македония“, София, 11.X.1926 г.
- Георгов, Иван. Материали по нашето възраждане. - Сборник за народни умотворения, наука и книжнина, книга XXIV, София, 1908 г., библиотека "Струмски“.
- Георгов, Иван. Материали за речника на велешкия говор. София, 1904 г., библиотека "Струмски“.
- Георгов, Иван. Ньойския договор за мир и английския парламент - сп. „Слънце“, год. III, книга 6-7-8, София, 1921 г.
- Георгов, Иван. Принос към граматичния развой на детския говор. - Годишник на Софийския университет. 1906, с. 3-141.
- Георгов, Иван. Първите начала на езиковния израз за самосъзнанието у децата. - Периодическо списание на Българското книжовно дружество в София, 1905, с. 31-94.
- Георгов, Иван. Развой на детския говор. (Материали от собствени наблюдения, наредени в хронологичен строй.) - Периодическо списание на Българското книжовно дружество в София, 1908, с. 80-126 (І-ІІ свезка); с. 253-279 (ІІІ-ІV свезка).
- Георгов, Иван. Развой на детския говор. (Допълнения и поправки.) - Периодическо списание на Българското книжовно дружество в София, 1910, с. 611-618.
- Георговъ, Иванъ. Ролята на България въ всемирната война.   София, Книги за фронта №1. Издава Щабътъ на Дѣйствующата Армия, 1918.
- Георгов, Иван. Словният имот  в детския говор. І част - Годишник на Софийския университет. Историко-филологически факултет, 1910, с. 1-303.
- Георгов, Иван. Словният имот в детския говор. ІІ част - Годишник на Софийския университет, Историко-филологически факултет, 1911, с. 1-304.
- Георгов, Иван. Що е съвест? (1903).
- „Die Bulgarische Nation und der Weltkrieg; Gesammelte Aufsätze“, Берлин, 1918 г. - библиотека "Струмски“.
- „La Question macédonienne“ (1929).

## Родословие
|  |  |  |  |  |  |                              |                              |                              |                              |                              |                              |  |  |                            |                            |                            |                            |                            |                            |  |  | Хаджи Атанас Георгов       |                            |                            |                            |                            |                            |  |  |                   |                   |                   |                   |                   |                   |  |  |                             |                             |                             |                             |                             |                             |  |  |
|  |  |  |  |  |  |                              |                              |                              |                              |                              |                              |  |  |                            |                            |                            |                            |                            |                            |  |  |                            |                            |                            |                            |                            |                            |  |  |                   |                   |                   |                   |                   |                   |  |  |                             |                             |                             |                             |                             |                             |  |  |
|  |  |  |  |  |  |                              |                              |                              |                              |                              |                              |  |  |                            |                            |                            |                            |                            |                            |  |  | Андрей Георгов (? – 1912)  |                            |                            |                            |                            |                            |  |  |                   |                   |                   |                   |                   |                   |  |  |                             |                             |                             |                             |                             |                             |  |  |
|  |  |  |  |  |  |                              |                              |                              |                              |                              |                              |  |  |                            |                            |                            |                            |                            |                            |  |  |                            |                            |                            |                            |                            |                            |  |  |                   |                   |                   |                   |                   |                   |  |  |                             |                             |                             |                             |                             |                             |  |  |
|  |  |  |  |  |  |                              |                              |                              |                              |                              |                              |  |  |                            |                            |                            |                            |                            |                            |  |  |                            |                            |                            |                            |                            |                            |  |  |                   |                   |                   |                   |                   |                   |  |  |                             |                             |                             |                             |                             |                             |  |  |
|  |  |  |  |  |  | Георги Георгов (1858 – 1929) | Георги Георгов (1858 – 1929) | Георги Георгов (1858 – 1929) | Георги Георгов (1858 – 1929) | Георги Георгов (1858 – 1929) | Георги Георгов (1858 – 1929) |  |  | Илия Георгов (1860 – 1945) | Илия Георгов (1860 – 1945) | Илия Георгов (1860 – 1945) | Илия Георгов (1860 – 1945) | Илия Георгов (1860 – 1945) | Илия Георгов (1860 – 1945) |  |  | Иван Георгов (1862 – 1936) | Иван Георгов (1862 – 1936) | Иван Георгов (1862 – 1936) | Иван Георгов (1862 – 1936) | Иван Георгов (1862 – 1936) | Иван Георгов (1862 – 1936) |  |  | Виктория Георгова | Виктория Георгова | Виктория Георгова | Виктория Георгова | Виктория Георгова | Виктория Георгова |  |  | Добри Христов (1875 – 1941) | Добри Христов (1875 – 1941) | Добри Христов (1875 – 1941) | Добри Христов (1875 – 1941) | Добри Христов (1875 – 1941) | Добри Христов (1875 – 1941) |  |  |
|  |  |  |  |  |  | Георги Георгов (1858 – 1929) | Георги Георгов (1858 – 1929) | Георги Георгов (1858 – 1929) | Георги Георгов (1858 – 1929) | Георги Георгов (1858 – 1929) | Георги Георгов (1858 – 1929) |  |  | Илия Георгов (1860 – 1945) | Илия Георгов (1860 – 1945) | Илия Георгов (1860 – 1945) | Илия Георгов (1860 – 1945) | Илия Георгов (1860 – 1945) | Илия Георгов (1860 – 1945) |  |  | Иван Георгов (1862 – 1936) | Иван Георгов (1862 – 1936) | Иван Георгов (1862 – 1936) | Иван Георгов (1862 – 1936) | Иван Георгов (1862 – 1936) | Иван Георгов (1862 – 1936) |  |  | Виктория Георгова | Виктория Георгова | Виктория Георгова | Виктория Георгова | Виктория Георгова | Виктория Георгова |  |  | Добри Христов (1875 – 1941) | Добри Христов (1875 – 1941) | Добри Христов (1875 – 1941) | Добри Христов (1875 – 1941) | Добри Христов (1875 – 1941) | Добри Христов (1875 – 1941) |  |  |
|  |  |  |  |  |  |                              |                              |                              |                              |                              |                              |  |  |                            |                            |                            |                            |                            |                            |  |  |                            |                            |                            |                            |                            |                            |  |  |                   |                   |                   |                   |                   |                   |  |  |                             |                             |                             |                             |                             |                             |  |  |
|  |  |  |  |  |  |                              |                              |                              |                              |                              |                              |  |  | Недялка Агура (1891 – ?)   | Недялка Агура (1891 – ?)   | Недялка Агура (1891 – ?)   | Недялка Агура (1891 – ?)   | Недялка Агура (1891 – ?)   | Недялка Агура (1891 – ?)   |  |  | Евгени Георгов             | Евгени Георгов             | Евгени Георгов             | Евгени Георгов             | Евгени Георгов             | Евгени Георгов             |  |  |                   |                   |                   |                   |                   |                   |  |  |                             |                             |                             |                             |                             |                             |  |  |
|  |  |  |  |  |  |                              |                              |                              |                              |                              |                              |  |  | Недялка Агура (1891 – ?)   | Недялка Агура (1891 – ?)   | Недялка Агура (1891 – ?)   | Недялка Агура (1891 – ?)   | Недялка Агура (1891 – ?)   | Недялка Агура (1891 – ?)   |  |  | Евгени Георгов             | Евгени Георгов             | Евгени Георгов             | Евгени Георгов             | Евгени Георгов             | Евгени Георгов             |  |  |                   |                   |                   |                   |                   |                   |  |  |                             |                             |                             |                             |                             |                             |  |  |